# Coma sintònica
La coma sintònica  o  coma de Didymos (Segle I aC) és un interval musical de raó igual a {\displaystyle {\frac {81}{80}}}.
La seva amplitud comparativa és de 21.5 cents.
Pot trobar-se en multitud de relacions entre intervals del sistema d'afinació just.
- És la diferència entre el diton pitagòric i la tercera major pura del sistema just, igual a la que existeix entre els harmònics 4 i 5 de la sèrie harmònica: {\displaystyle {\frac {81}{64}}:{\frac {5}{4}}={\frac {81}{80}}}
- És la diferència entre la tercera menor pura que existeix entre els harmònics 5 i 6 de la sèrie harmònica, i la tercera menor pitagòrica: {\displaystyle {\frac {6}{5}}:{\frac {32}{27}}={\frac {81}{80}}}
- És la diferència entre els semitons diatònic i cromàtic: {\displaystyle {\frac {16}{15}}:{\frac {256}{243}}={\frac {81}{80}}}
- És la diferència entre el to gran i el to petit de la sèrie harmònica, que es troben entre els harmònics 8, 9 i 10 de la sèrie harmònica i en el sistema just: {\displaystyle {\frac {9}{8}}:{\frac {10}{9}}={\frac {81}{80}}}
- És la diferència entre la cinquena pura de sistema de Pitàgores, de factor 3:2, i la cinquena "temperada" del sistema Just: {\displaystyle {\frac {3}{2}}:{\frac {40}{27}}={\frac {81}{80}}}

El terme "coma de Didyme" fa lusió al teòric de la música Didymos el Músic.